# Blooming Prairie

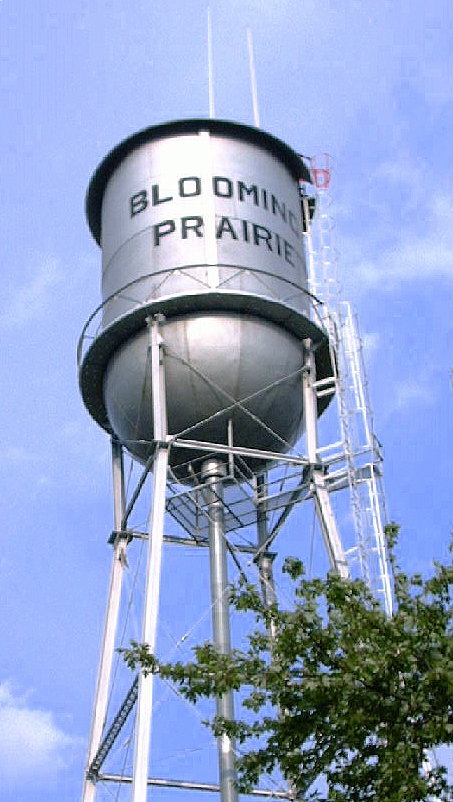
Wasserturm in Blooming Prairie

Blooming Prairie ist eine Stadt im Steele County, Minnesota, Vereinigte Staaten. Das U.S. Census Bureau hat bei der Volkszählung 2020 eine Einwohnerzahl von 1.974 ermittelt. Ein kleiner Teil der Ortsfläche ragt in das Dodge County.

## Geographie
Nach den Angaben des United States Census Bureaus hat die Stadt eine Fläche von 3,5 km², die vollständig auf Land entfallen.
Blooming Prairie liegt am U.S. Highway 218 und der Minnesota State Route 30. Blooming Prairies geographische Koordinaten sind 43° 52′ N, 93° 3′ W.

## Demographie
Zum Zeitpunkt des United States Census 2000 bewohnten Blooming Prairie 1933 Personen. Die Bevölkerungsdichte betrug 552,8 Personen pro km². Es gab 774 Wohneinheiten, durchschnittlich 221,4 pro km². Die Bevölkerung Blooming Prairies bestand zu 96,43 % aus Weißen, 0,21 % Schwarzen oder African American, 0,21 % Native American, 0,36 % Asian, 2,48 % gaben an, anderen Rassen anzugehören und 0,31 % nannten zwei oder mehr Rassen. 4,91 % der Bevölkerung erklärten, Hispanos oder Latinos jeglicher Rasse zu sein.
Die Bewohner Blooming Prairies verteilten sich auf 748 Haushalte, von denen in 30,9 % Kinder unter 18 Jahren lebten. 57,8 % der Haushalte stellten Verheiratete, 5,5 % hatten einen weiblichen Haushaltsvorstand ohne Ehemann und 32,5 % bildeten keine Familien. 28,2 % der Haushalte bestanden aus Einzelpersonen und in 16,6 % aller Haushalte lebte jemand im Alter von 65 Jahren oder mehr alleine. Die durchschnittliche Haushaltsgröße betrug 2,46 und die durchschnittliche Familiengröße 3,02 Personen.
Die Stadtbevölkerung verteilte sich auf 25,7 % Minderjährige, 7,5 % 18–24-Jährige, 23,5 % 25–44-Jährige, 20,2 % 45–64-Jährige und 23,0 % im Alter von 65 Jahren oder mehr. Das Durchschnittsalter betrug 40 Jahre. Auf jeweils 100 Frauen entfielen 88,0 Männer. Bei den über 18-Jährigen entfielen auf 100 Frauen 88,0 Männer.
Das mittlere Haushaltseinkommen in Blooming Prairie betrug 40.345 US-Dollar und das mittlere Familieneinkommen erreichte die Höhe von 51.118 US-Dollar. Das Durchschnittseinkommen der Männer betrug 34.911 US-Dollar, gegenüber 21.705 US-Dollar bei den Frauen. Das Pro-Kopf-Einkommen in Blooming Prairie war 19.343 US-Dollar. 6,6 % der Bevölkerung und 2,8 % der Familien hatten ein Einkommen unterhalb der Armutsgrenze, davon waren 6,1 % der Minderjährigen und 9,8 % der Altersgruppe 65 Jahre und mehr betroffen.